# Odostomia cassandra
Odostomia cassandra är en snäckart som beskrevs av Bartsch 1912. Odostomia cassandra ingår i släktet Odostomia och familjen Pyramidellidae. Inga underarter finns listade i Catalogue of Life.